# Carl Teibler

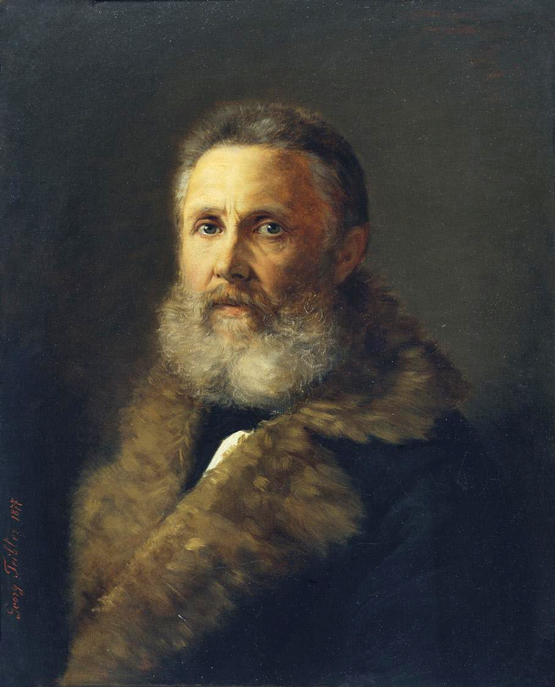
Carl Teibler, 1877

Carl Teibler, auch Karl Teibler (* 13. Dezember 1821 in Wien; † 25. Dezember 1895 in Perchtoldsdorf) war ein österreichischer Porträt- und Historienmaler.

## Leben

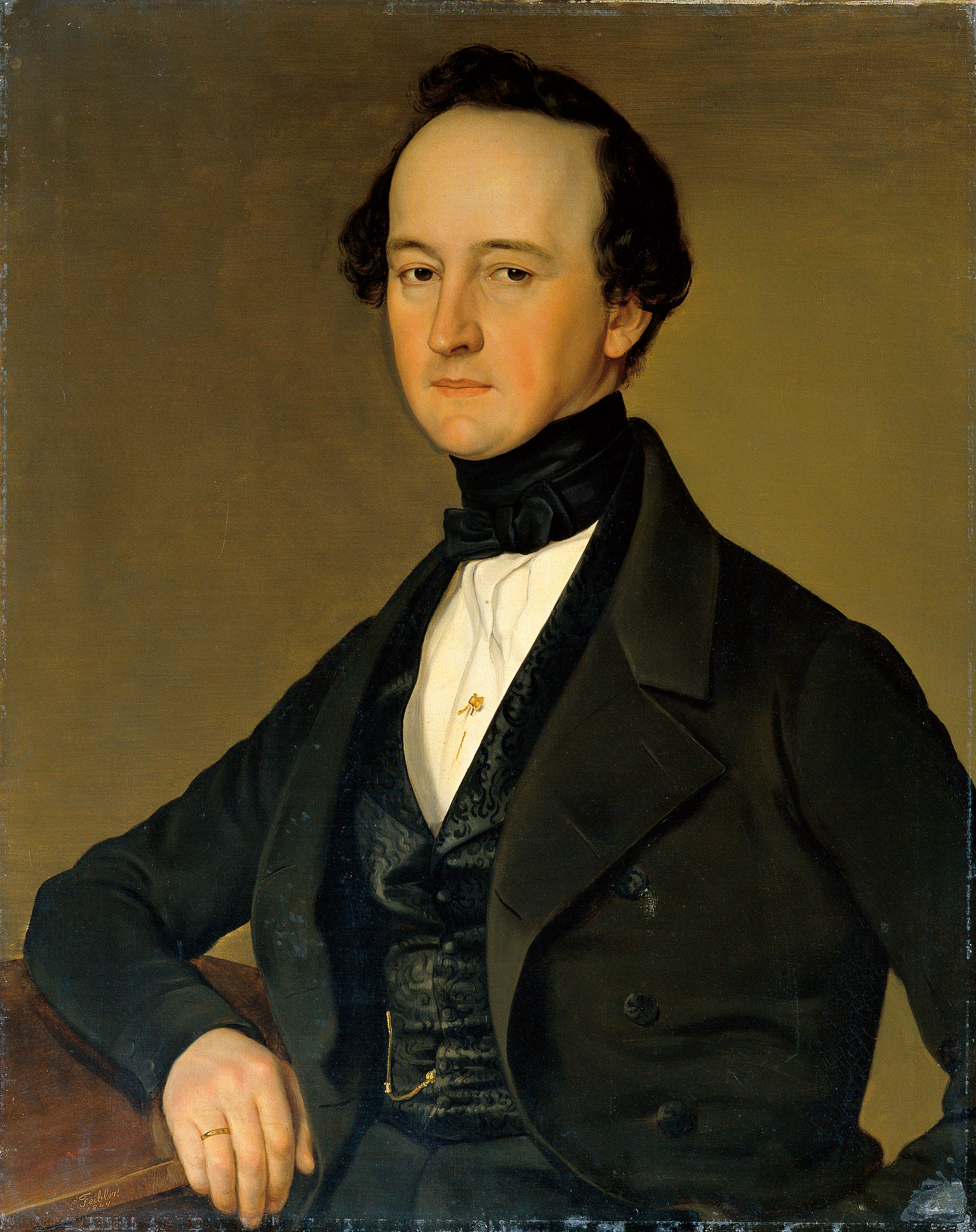
Franz Russ

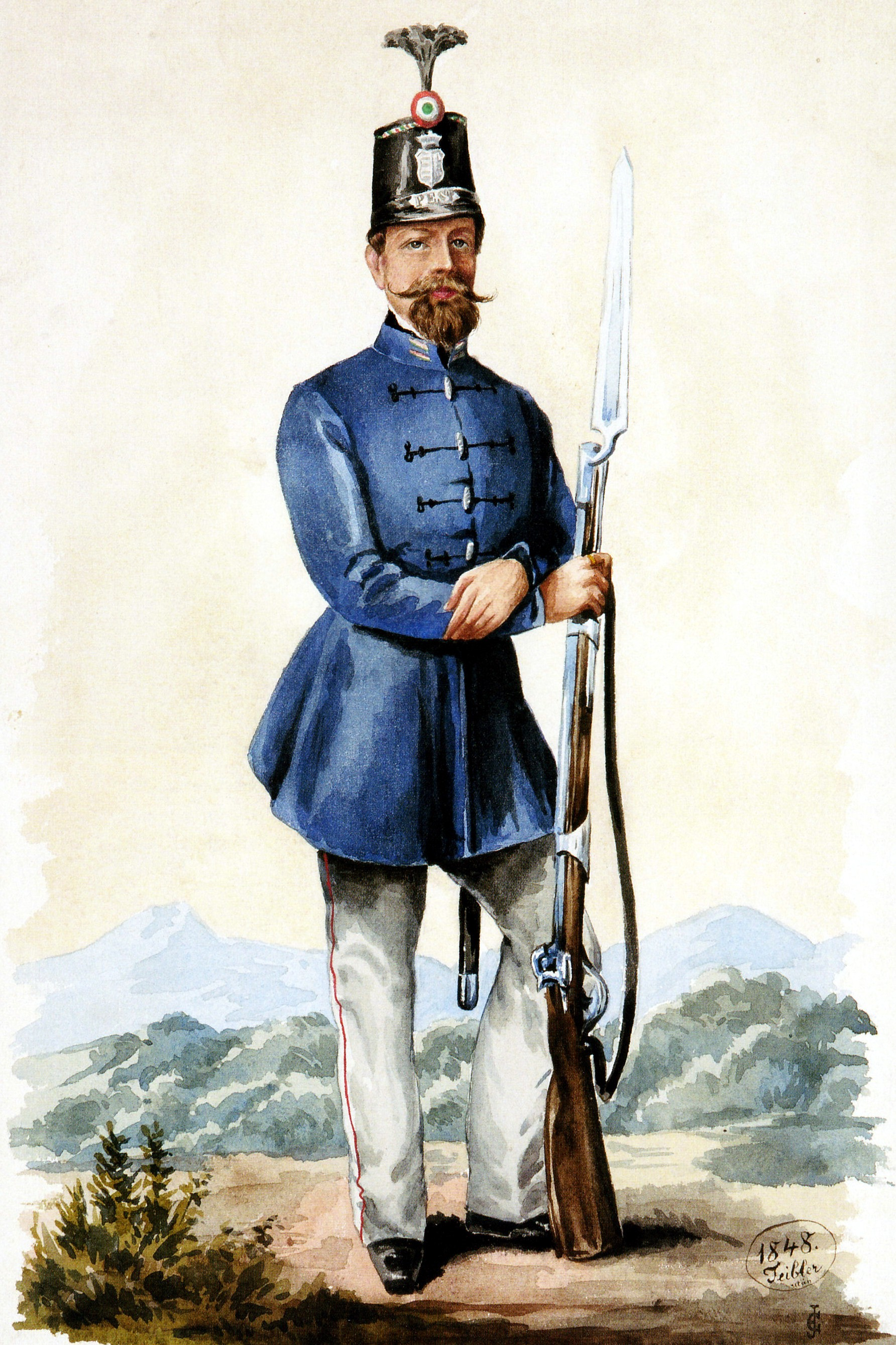
Porträt des Nationalgardisten Franz Eisler

Teibler war von 1835 bis 1841 ein Schüler des Porzellan- und Porträtmalers Joseph Kieslings und studierte. In den Jahren 1837 bis 1840 besuchte er zugleich die Elementarzeichnungsschule der Akademie der bildenden Künste Wien unter Karl Gsellhofer und Anton Petter sowie später eine weitere Ausbildung dort bei Leopold Kupelwieser und Johann Ender. Das Historische Museum der Stadt Wien besitzt sein Selbstporträt aus dem Jahr 1861. Er war der Vater des Malers Georg Teibler (1854–1911), der 1877 ein Porträtbild seines Vaters schuf.
Werke (Auswahl)
- 1833: Porträt einer jungen Dame (Miniatur auf Elfenbein)
- 1844: Porträt des Dr. Franz Russ
- 1848: Porträt des Nationalgardisten Franz Eisler
- 1850: Friedrich Freiherr von Weiglsperg in der Uniform eines Flügeladjutanten des Kaisers
- 1856: Porträt eines jungen Mannes (Miniatur auf Elfenbein, angeblich ein Jugendporträt des Admirals Tegethoff)